# Vind (släkt)
Vind är en gammal dansk adelssläkt, som omnämns redan under 1200-talet.

## Personer ur släkten
- Jörgen Vind
- Holger Vind
- Frederik Vind
- Emil Vind
- Ivar Vind